# 馬克斯 (內布拉斯加州)
馬克斯（英語：Max）是位於美國內布拉斯加州丹地縣的普查規定居民點。

## 歷史
馬克斯的郵局自1881年營運至今。

## 人口
根據2020年美國人口普查的數據，馬克斯的面積為0.57平方千米，皆為陸地。當地共有人口50人，而人口密度為每平方千米87.72人。